# Maximianus van Ravenna

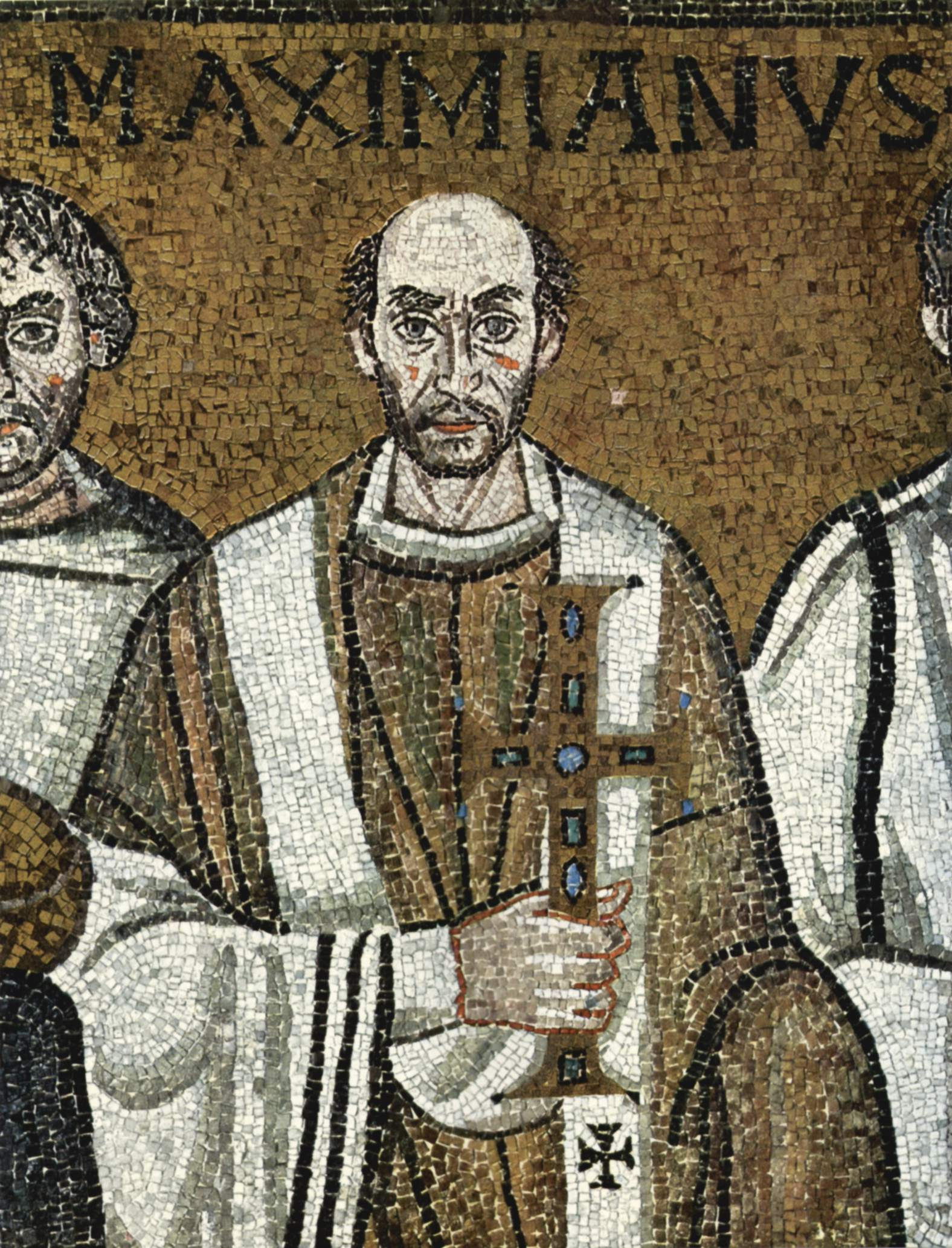
Aartsbisschop Maximianus van Ravenna; zie volledige mozaïek hieronder

Maximianus van Ravenna (Pola, nu Pula, 498 - Ravenna, 21 februari 556) was bisschop van Ravenna vanaf 546 op bevel van de Byzantijnse keizer Justinianus, tijdens diens verovering van Italië op de Ostrogoten. Maximianus verfraaide Ravenna en was er de eerste aartsbisschop tot zijn dood in 556.

## Diaken
Maximianus werd geboren in 498 in Pola, wat vandaag Pula is in Kroatië. Pola lag toen in het Oost-Romeinse of Byzantijnse rijk. Hij werd diaken in gewijd in Pola doch ging vaak op reis. Zijn eerste reis was naar het patriarchaat van Antiochië en zijn tweede reis naar het patriarchiaat van Constantinopel. Tijdens deze reis werd Maximianus geïntroduceerd aan het hof van keizer Justinianus. Keizer Justianus was volop bezig in een militaire campagne om het verloren gegane West-Romeinse rijk te veroveren; in Italië veroverde zijn generaal Belisarius het exarchaat Ravenna. In het jaar 545 meldde een delegatie van het bisdom Ravenna aan de keizer (en nieuwe heerser over Ravenna) wie de nieuw verkozen bisschop was in opvolging van zijn overleden voorganger. Dit stond de keizer niet aan. De keizer wenste in de strategisch gelegen stad Ravenna een hoveling te benoemen: het moest Maximianus zijn (546). De delegatie van Ravenna was ontzet.

## Bisschop
Maximianus reisde van Constantinopel naar Ravenna. Onderweg in het Griekse Patras werd hij tot bisschop gewijd door paus Vigilius (546). De paus reisde in omgekeerde richting naar Constantinopel om de Controverse van de Drie Hoofdstukken te bespreken met de keizer. Bij aankomst in Ravenna (547) was de sfeer grimmig; er waren opstootjes tegen het bewind van bisschop Maximianus, die onpopulair was omdat hij als een gezant van keizer Justinianus werd gezien. Van 549 tot 550 verbleef Maximianus opnieuw in Constantinopel. De inzet was niet min. Keizer Justinianus besliste dat de hoofdstad van de praetorische prefectuur van Italië verhuisde van Milaan naar Ravenna. De marinehaven van Ravenna, Classis, werd grondig uitgebouwd. Ravenna werd een knooppunt van soldaten, ambtenaren van de keizer en van handelaars. Het bisdom Ravenna werd verheven tot aartsbisdom en Maximianus kreeg bovendien kerkelijke autoriteit over Istrië en Aquileia. Aartsbisschop Maximianus kreeg relieken mee van de heilige Apollinaris, leerling van de heilige Petrus.

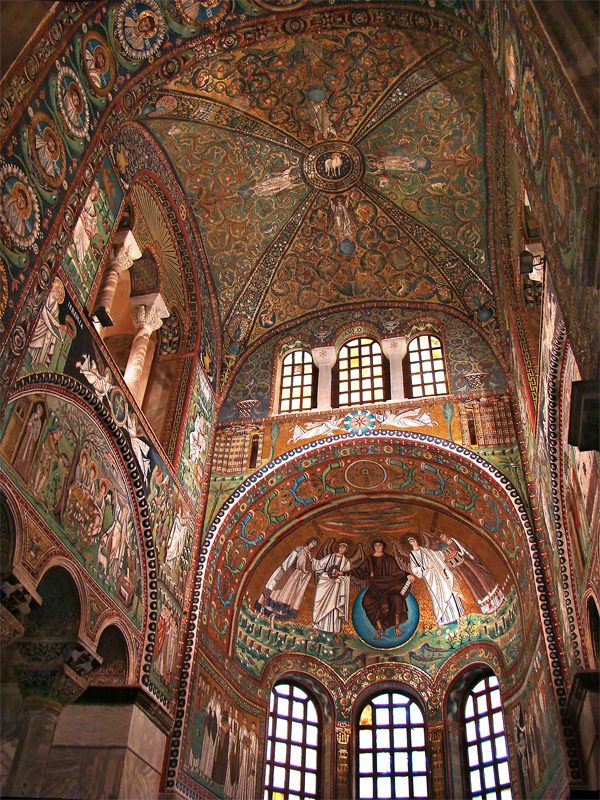
Links naast het hoofdaltaar van de San Vitale basiliek, mozaïek met Maximianus te midden de hofhouding van keizer Justinianus.

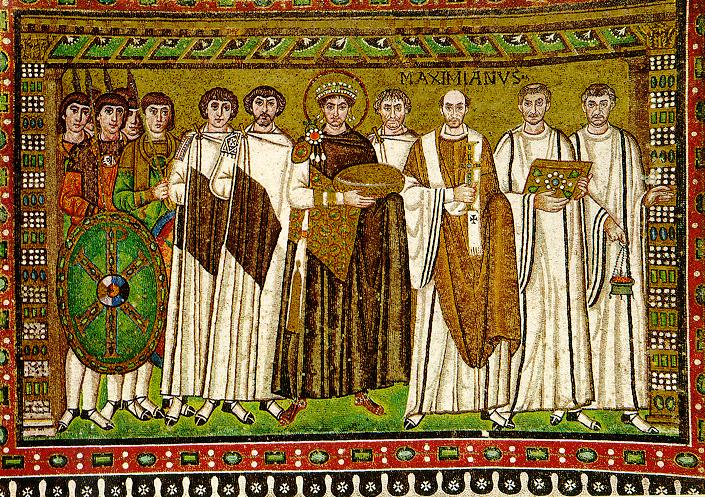
Hofhouding van keizer Justinianus

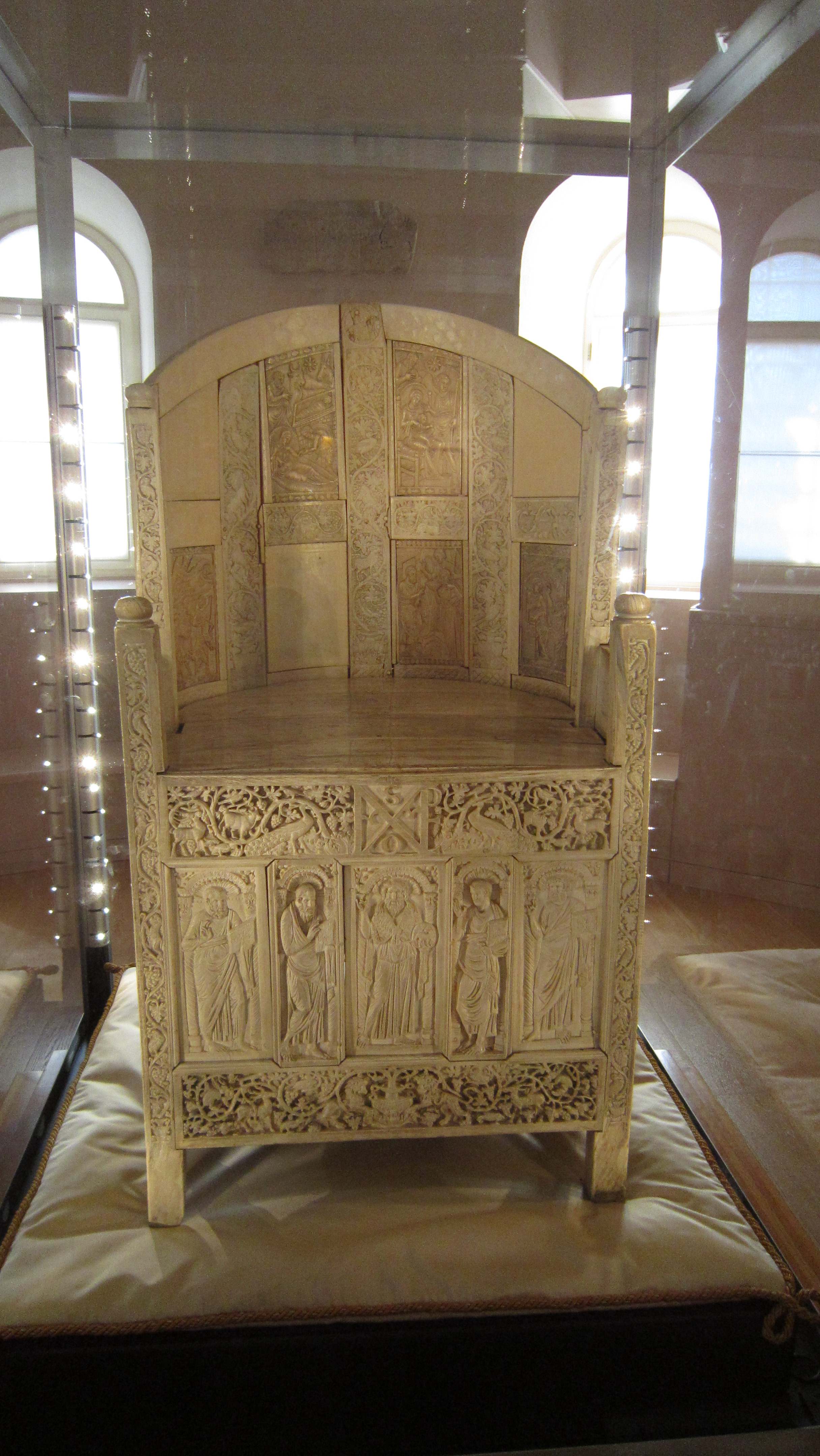
Ivoren bisschopstroon van Maximianus

## Aartsbisschop
Terug in Ravenna liet aartsbisschop Maximianus op energieke wijze basilieken bouwen en verfraaien. Vooreerst werd de basiliek van San Vitale afgewerkt en versierd met talrijke mozaïeken. Keizer Justinianus en keizerin Theodora zijn afgebeeld; aartsbisschop Maximianus staat naast de keizer afgebeeld, vergezeld van twee diakens. De enige naam die in mozaïek is bijgeschreven is deze van aartsbisschop Maximianus. In Classis liet hij een basiliek bouwen gewijd aan de heilige Apollinaris, beschermheilige van de stad. Ook andere kerkgebouwen werden versierd en ingewijd. Van hem is zijn bisschopstroon bewaard, volledig in ivoor gemaakt. Maximianus hield zich ook bezig met de liturgische boeken en geschriften voor heel zijn aartsbisdom.
Hij stierf in 556 en werd begraven met eerbewijzen in de basiliek van Sant'Antonio.
Toen het Napoleontisch bestuur in Italië, begin 19e eeuw, deze basiliek ontheiligde en afschafte, werd het stoffelijk overschot van Maximianus plechtig herbegraven in de dom van Ravenna. De barokke dom van Ravenna (18e eeuw) was voortaan de hoofdzetel van de aartsbisschoppen van Ravenna, omdat de oude kathedraal Ursiana was afgebroken.
In het aartsbisdom Ravenna wordt Maximianus vereerd als een heilige. Zijn veroordeling van de Controverse van de Drie Hoofdstukken, zoals keizer Justinianus streng veroordeelde, gaf de doorslag bij zijn heiligverklaring.
- Gemeinsame Normdatei: 118782703
- Virtual International Authority File: 50021328